# XP-10 (航空機)

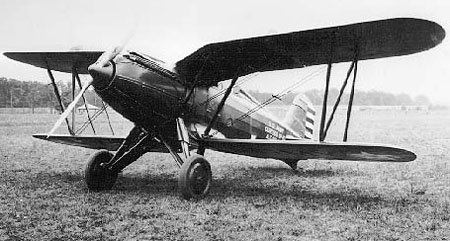
Curtiss XP-10

XP-10はカーチスの試作した、アメリカ陸軍向けの戦闘機である。

## 概要
1928年6月18日に発注された。速度性能とドッグファイトに対応できる運動性を狙いに開発された。XP-10は上翼にガルウィングが採用され、パイロットに従来の複葉形式よりも良好な視界が与えられた。同時に胴体と翼の干渉抵抗を小さくすることができた。翼は合板構造で胴体は羽布張りの鋼管構造であった。
エンジンは600 hp (447 kW)のカーチスV-1570コンカラー、V12水冷エンジンで、ラジエターの空気抵抗を減ずる目的で、上翼に表面冷却方式のラジエータが採用された。2枚の波形の真鍮板から作られ、冷却水をその間に流した。独創的ではあったが、技術的に多くの問題があり、戦闘機としては、敵からの砲火に対して脆弱性も持っている。
1928年に陸軍航空隊に引き渡され、9月に初飛行した。優れた運動性を示し、カーチス・ホークよりも優秀な飛行性能を示したが、表面ラジエターに伴う冷却系の問題が続き、計画は中止された。

## 性能諸元
- 乗員：1名
- 全長：7.47 m (24 ft 6 in)
- 全幅：10.06 m (24 ft 6 in)
- 全高：3.30 m (10 ft 10 in)
- 主翼面積：21.1 m2 (238 ft2)
- 空虚重量：1315 kg (2,900 lb)
- 全備重量：1,542 kg (3,400 lb)
- 動力：V-1570 Conqueror
- 出力：600 hp
- 最大速度：279 km/h (173 mph)
- 巡航速度：209 km/h (130 mph)
- 航続距離：314 km (195 miles)
- 実用上昇限度：5,977 m (19,610 ft)
- 上昇率：590 m/min (1,940 ft/min)